# Nososticta nigrifrons
Nososticta nigrifrons – gatunek ważki z rodziny pióronogowatych (Platycnemididae).